# Stachelgurke
Die Stachelgurke (Echinocystis lobata), auch Gelappte Stachelgurke oder Igelgurke genannt, ist die einzige Art der Pflanzengattung Echinocystis innerhalb der Familie der Kürbisgewächse (Cucurbitaceae). Sie ist in Nordamerika heimisch und in Mitteleuropa teilweise verwildert.

## Beschreibung

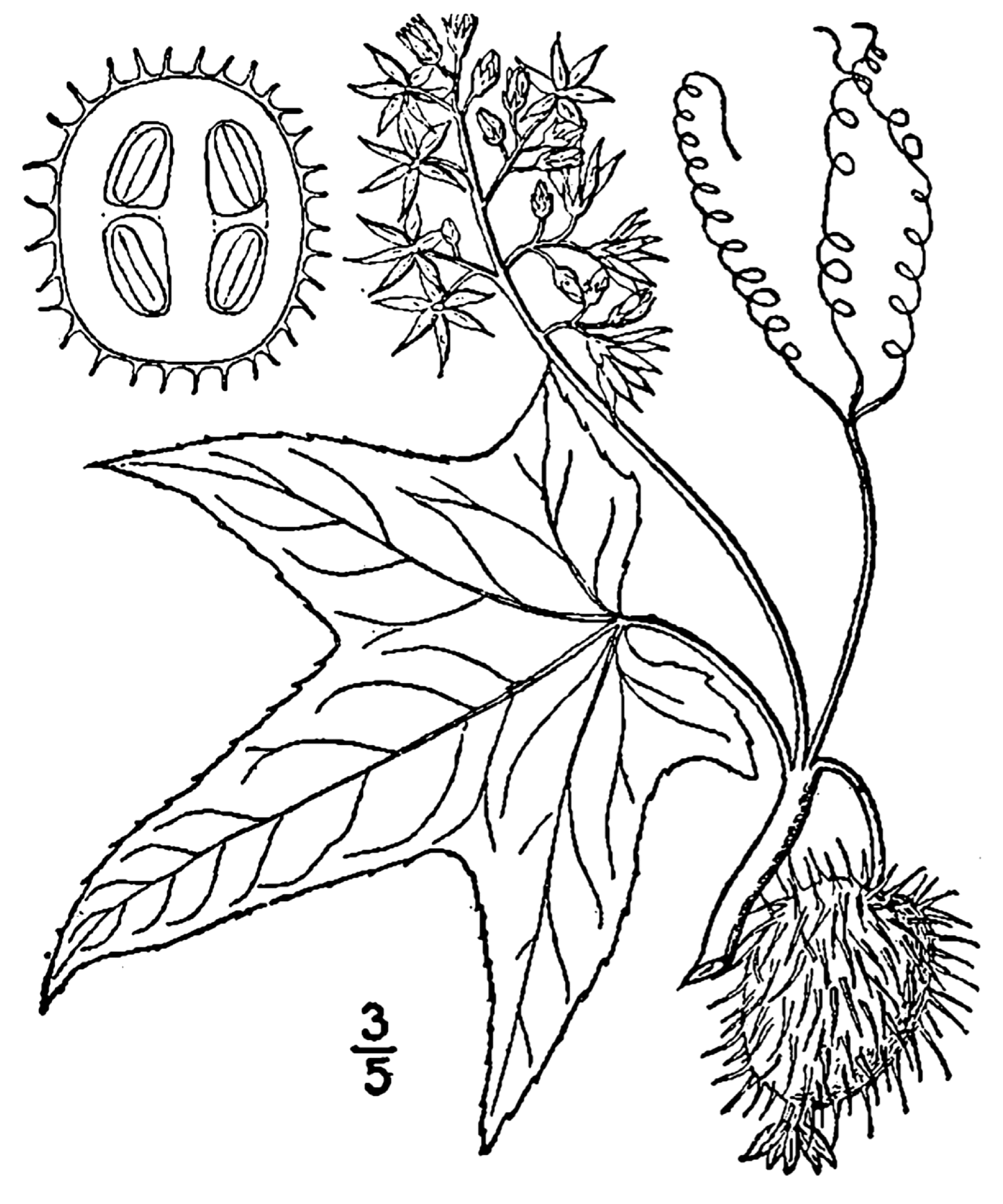
Zeichnung der Gelappten Stachelgurke (Echinocystis lobata): Habitus, gelapptes Laubblatt, mehrteilige Ranke

### Vegetative Merkmale
Die Stachelgurke ist eine kletternde, einjährige krautige Pflanze. Die fünfkantigen und hohlen, fast kahlen Stängel werden bis 8, selten 10–12 Meter lang und sind im oberen Bereich stark verzweigt. Die Ranken sind dreiteilig.
Die wechselständig angeordneten, weichen Laubblätter sind in einen langen Blattstiel und Blattspreite gegliedert. Die Blätter sind bis 21 Zentimeter groß. Die drei- bis siebenfach gelappte Blattspreite besitzt eine stumpfe bis herz-, spieß- oder pfeilförmige Spreitenbasis. Die Blattlappen sind dreieckig und spitz. Der Blattrand ist schwach gezahnt, die Oberseite ist schuppig und rau, die Unterseite ist heller. Die Lappenspitzen sind weich-stachelpitzig und die Blattränder sind entfernt mit kurzen, dicken Haaren an den Venenenden besetzt. Nebenblätter fehlen. Die knotenständigen, verdrehten oder geringelten Ranken sind hellgrün.

### Generative Merkmale
Die Stachelgurke ist einhäusig getrenntgeschlechtig (monözisch), d. h. an einem Pflanzenindividuum werden männliche und weibliche Blüten ausgebildet.
Es werden rispige oder traubige Blütenstände gebildet. Die eingeschlechtigen Blüten sind sechszählig, radiärsymmetrisch mit doppelter Blütenhülle. Die männlichen Blüten erscheinen zuerst, in größeren Gruppen, die meist einzelnen bis wenigen weiblichen Blüten sitzen knapp darunter. Die Blüten besitzen einen kleinen behaarten Stiel.
Die kleinen Kelchzipfel sind 1,5 bis 3 Millimeter lang und pfiemlich. Die Blütenkrone ist weiß bis gelblichweiß. Die sechs langen, oft verdrehten Kronzipfel sind schmal-dreieckig und beidseitig drüsig-zottig behaart. Die Kronzipfel der männlichen Blüten sind bis 9 Millimeter, die der größeren weiblichen Blüten bis 12 Millimeter lang. Die sechs Staubblätter sind zu drei Zweiergruppen verwachsen und stehen eng bis verwachsen zusammen, sie besitzen grünliche und S-förmige Antheren mit dreifachen Theken. Der weichstachlige, unterständige Fruchtknoten ist zweikammerig, mit jeweils bis drei Samenanlagen je Kammer, mit einem dicken, kurzen Griffel mit breiter, dicker und gelappter Narbe.
Die bei einer Länge von 3 bis 5 Zentimetern ellipsoidale, grünliche Beerenfrucht (Panzerbeere, Pepo) trägt bis 10 Millimeter lange, weiche Stacheln. Die ein bis sechs, abgeflachten, elliptischen Samen sind etwa 1,5 bis 1,8 Zentimeter lang und dunkelbraun bis schwärzlich. Die Beere öffnet sich an der Spitze unregelmäßig und entlässt die Samen. Die Samenkammern entwickeln sich zu einem feinen, weißen „Netz“, in welchem die Samen liegen. Daher stammt auch im Artnamen die Bezeichnung -cystis, von griechisch kystis, für Sack oder Blase, Blater.
Die Chromosomenzahl beträgt 2n = 32 oder 34.

## Verbreitung und Standorte
Die Stachelgurke ist in weiten Teilen Nordamerikas verbreitet. Sie kommt nur im nördlichen Kanada, in südwestlichen (Kalifornien) und südöstlichen (Florida bis Louisiana) USA nicht vor. Sie kann in ihrer Heimat auch als „Unkraut“ auftreten, etwa in Flussniederungen in Mais- und Sojafeldern, wo sie die Ernte erschweren. Manchmal wächst sie in Amerika auch in Hecken und Gebüschen des Flachlands.
In Mitteleuropa ist die Stachelgurke als Neophyt eingebürgert. Sie wächst in Mitteleuropa in sommerwarmen, nährstoffreichen Ufersäumen der collinen Höhenstufe. Sie bildet im westlichen Teil von Rumänien (zwischen Valea Lui Mihai, Carei und Satu Mare) Massenbestände und überwuchert die Strauch- und Baumvegetation an den Straßenrändern, sodass sie hier zu einer Charakterart des Cuscuto-Convolvuletum aus dem Senecion fluviatilis-Verband geworden ist.
In Deutschland kommt die Stachelgurke im mittleren Rheintal und Elbtal, im unteren Neckartal sowie im mittleren Saaletal vor und ist im Nationalpark Unteres Odertal stellenweise häufig. In Österreich tritt sie im südlichen Burgenland, im March- und untersten Thayatal (Niederösterreich), in Oberösterreich, der östlichen Steiermark und unbeständig in Nordtirol auf. In der Schweiz wurde sie aufgrund ihres Ausbreitungspotenzials und der Schäden in den Bereichen Biodiversität, Gesundheit bzw. Ökonomie in die Schwarze Liste der invasiven Neophyten aufgenommen.

## Systematik und Etymologie
Die Erstveröffentlichung erfolgte 1803 unter dem Namen (Basionym) Sicyos lobatus durch André Michaux. Die Neukombination zu Echinocystis lobata wurde 1840 durch John Torrey und Asa Gray veröffentlicht. Der Gattungsname Echinocystis setzt sich aus den griechischen Wörtern echinos für „Igel“ sowie kystis für „Harnblase“ zusammen und bezieht sich auf die stacheligen Früchte. Das Artepitheton lobata bedeutet gelappt. Der Gattungsname Echinocystis Torr. & A.Gray nom. cons. ist durch Melbourne ICN Art. 14.4 & App. III konserviert gegenüber Micrampelis Raf. nom. rej. Ein weiteres Synonym von Echinocystis Torr. & A.Gray ist Hexameria Torr. & A.Gray.
Echinocystis lobata ist die einzige übriggebliebene Art der Pflanzengattung Echinocystis aus dem Tribus Sicyeae in der Unterfamilie Cucurbitoideae innerhalb der Familie Cucurbitaceae. Die vormals anderen Echinocystis-Arten wurden in das Schwestertaxon, die Gattung Marah, integriert.
Es existieren verschiedene Synonyme; Echinocystis echinata (Muhl. ex Willd.) Britton, Sterns & Poggenb., Echinocystis echinata Vassilcz., Micrampelis echinata (Muhl. ex Willd.) Raf., Micrampelis lobata (Michx.) Greene, Momordica echinata Muhl. ex Willd., Sicyos lobatus Michx. und Hexameria echinata (Muhl. ex Willd.) Torr. & A.Gray.

## Nutzung
Sie wird manchmal als Zierpflanze verwendet.

## Bilder

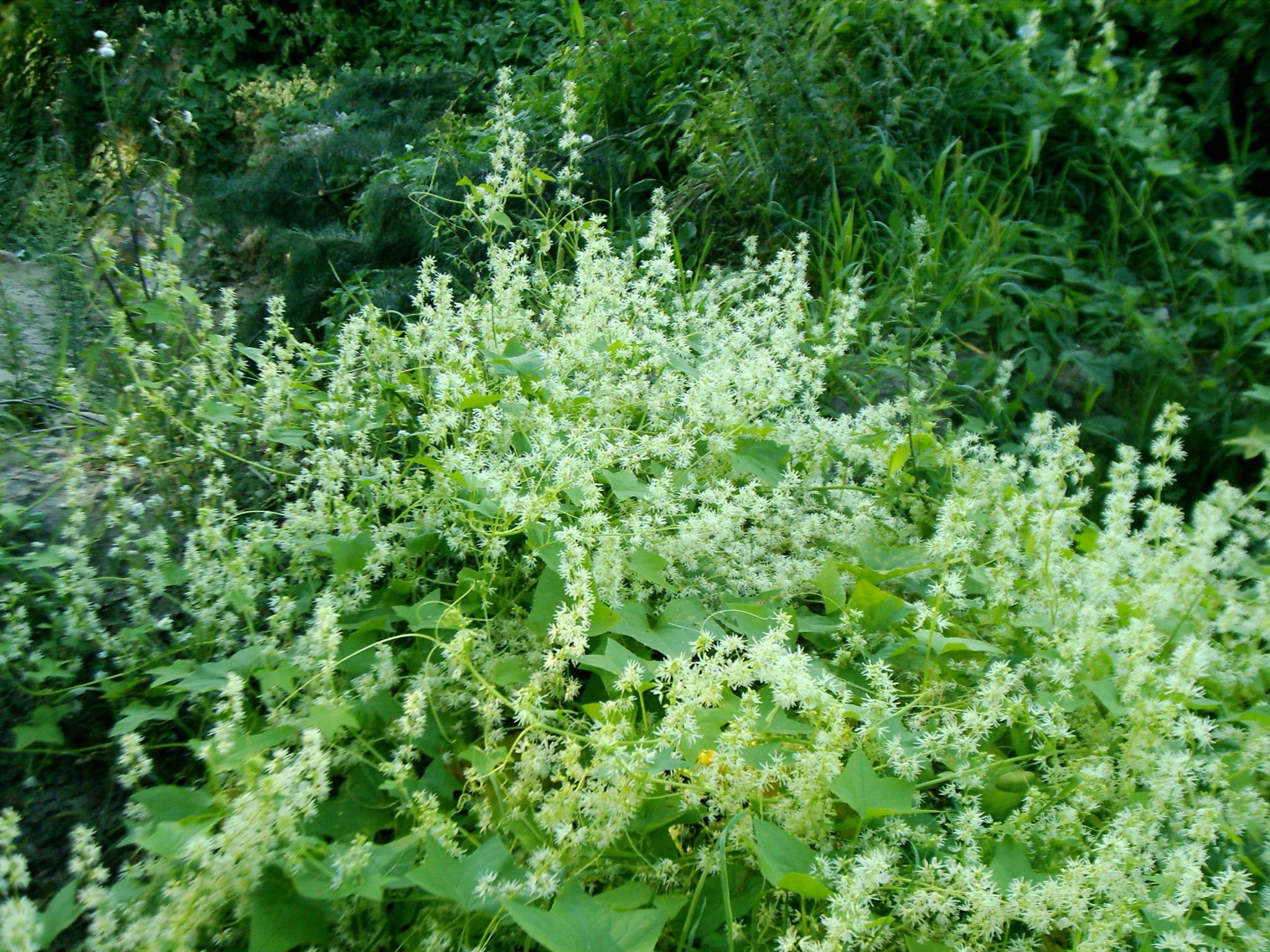
Habitus und Blüten
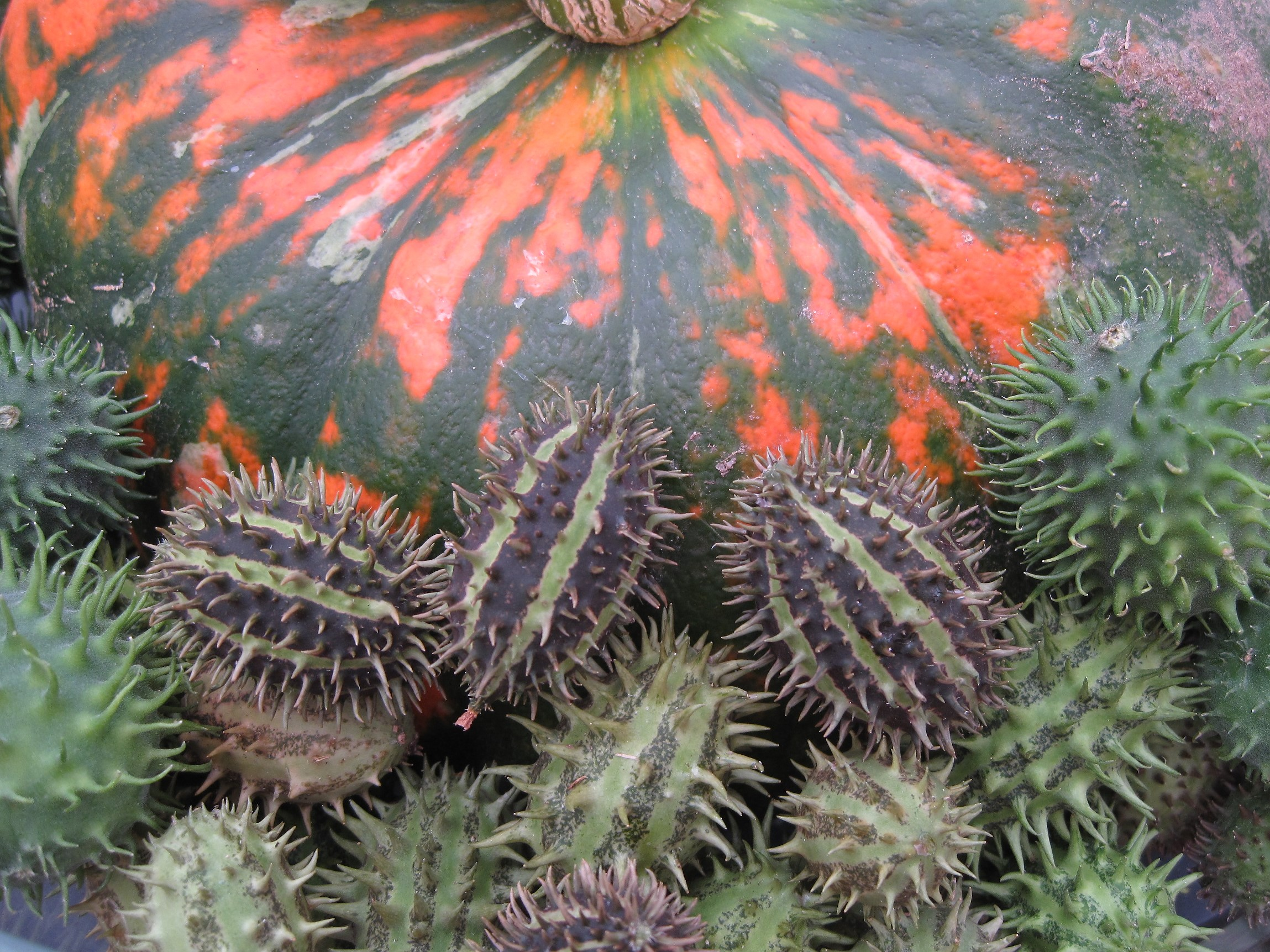
Zier-Stachelgurken (40 bis 60 mm) neben einem Zierkürbis
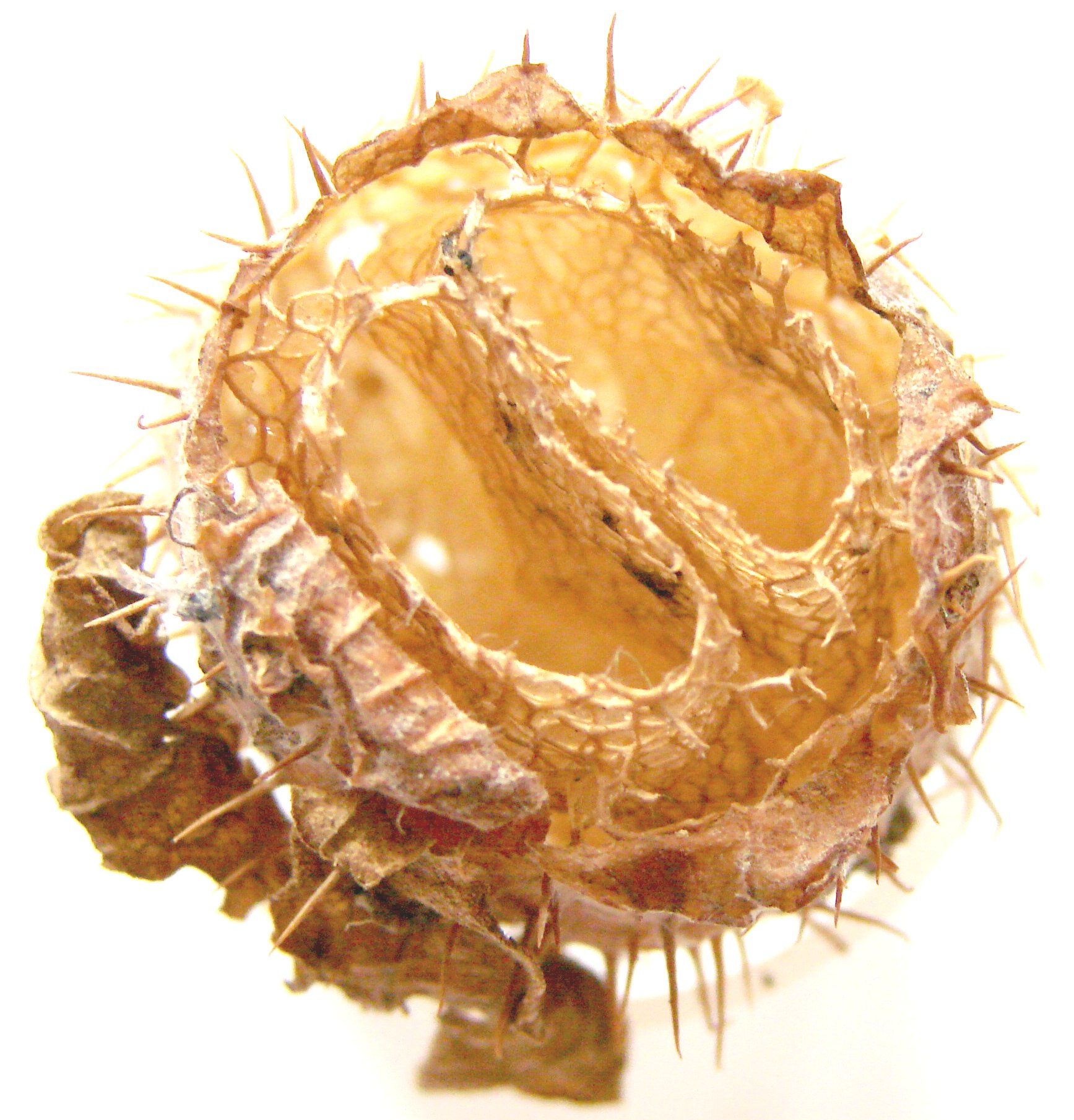
Trockene offene Frucht
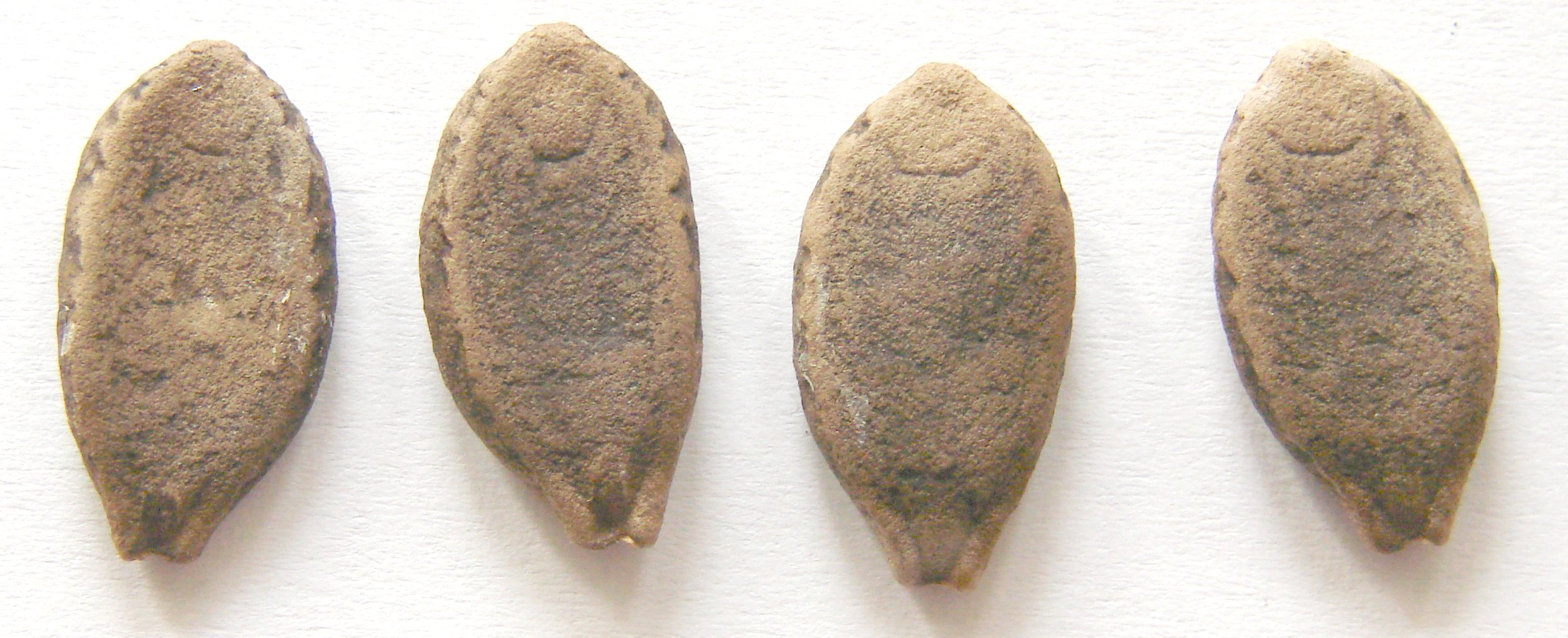
Glatte Samen
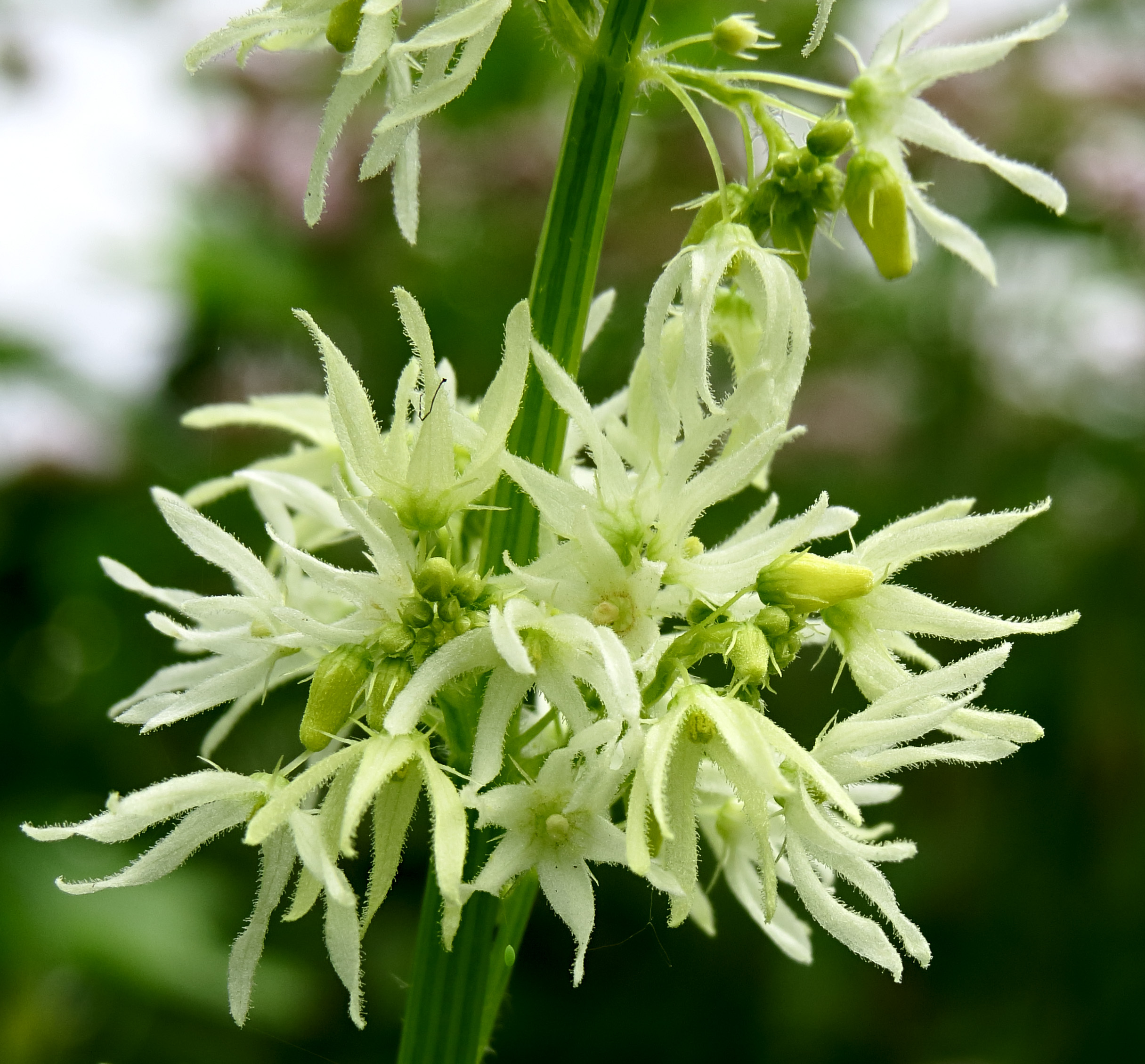
Blüten von Echinocystis lobata
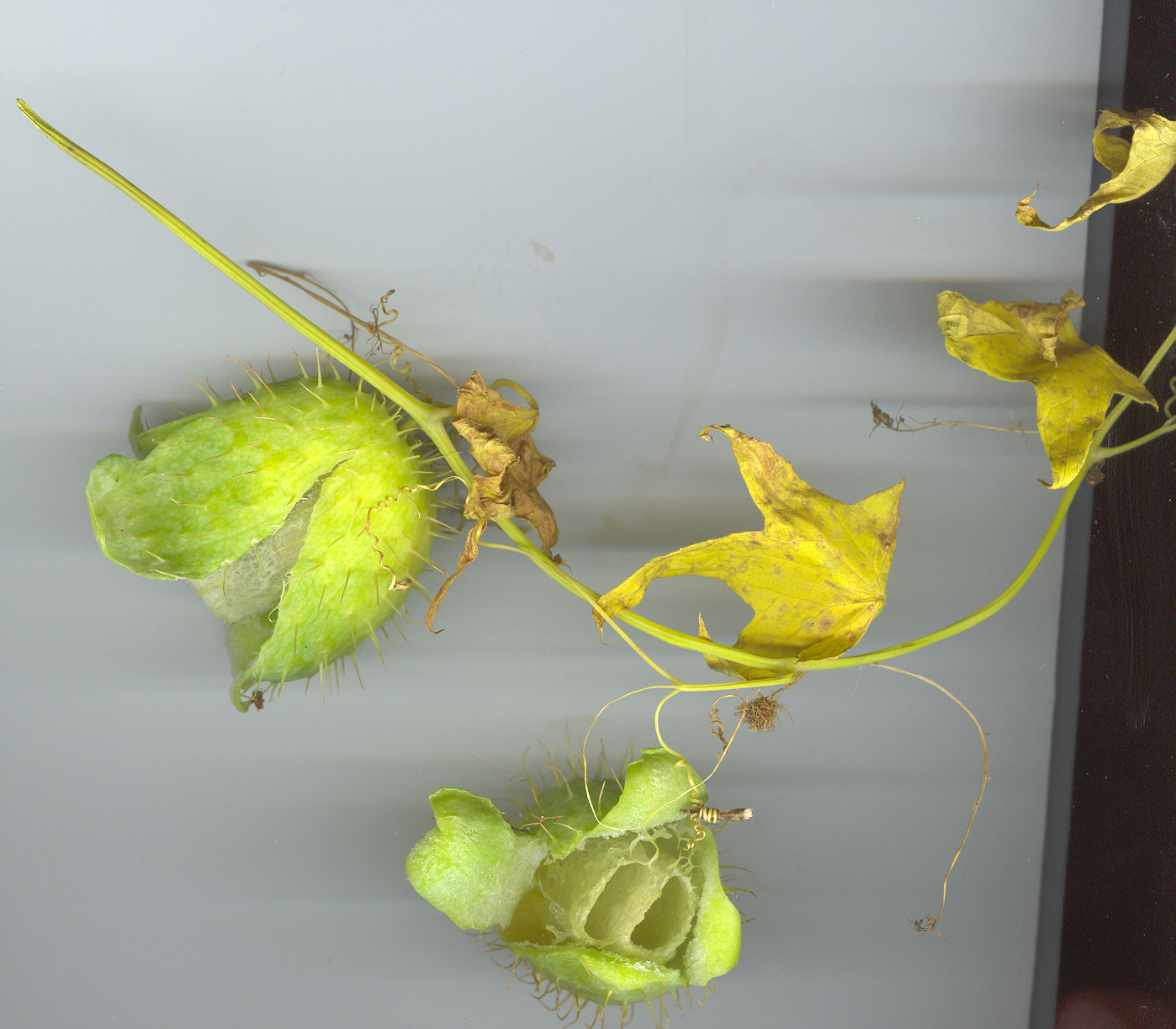
An der Spitze aufgeplatzte, geöffnete Beeren mit leeren und netzartigen Samenkammern